# 냉이
냉이(학명: Capsella bursa-pastoris, 영어: shepherd's purse)는 세계 각국에 널리 분포하는 배추과의 두해살이풀로 나생이, 나숭개, 난생이라고도 부른다. 거친 땅에서도 잘 자라는 황무지 식물로 5-6월에 꽃이 피고 씨앗을 맺는다. 약재(藥材)로 부를 때는 제채(齊菜)라고 부른다. 이른 봄을 대표하는 들나물 가운데 하나로 달고 독이 없어 계절 음식으로 즐겨 먹는다. 독특한 냄새가 난다.

## 명칭
냉이는 지방마다 여러 이름으로 불려왔다. 황해도에서는 내이, 평안도에서는 냉이, 경상도에서는 난생이 또는 나수랭이, 충청도에서는 나상이 나승갱이 나싱이, 전라도에서는 나새 나상구 등으로도 부른다.
냉이의 어원은 냉이 < 나이 < 나ᅀᅵ이다. 냉이는 한자로 제(薺)인데, 한자어 제채(薺菜)는 말하자면 '냉이 나물'이다.
냉이의 일본어 이름 나즈나(ナズナ)의 유래는 여러 갈래인데, 앞부분 나즈-는 한국어 원말 나ᅀᅵ와 비슷하고 뒷부분 -나는 나물을 이르므로 주목할 필요가 있다.
냉이를 영어권에서는 목동 주머니(shepherd's purse)라고 부르는데 삼각형인 열매 모양 때문이다.

## 생김새

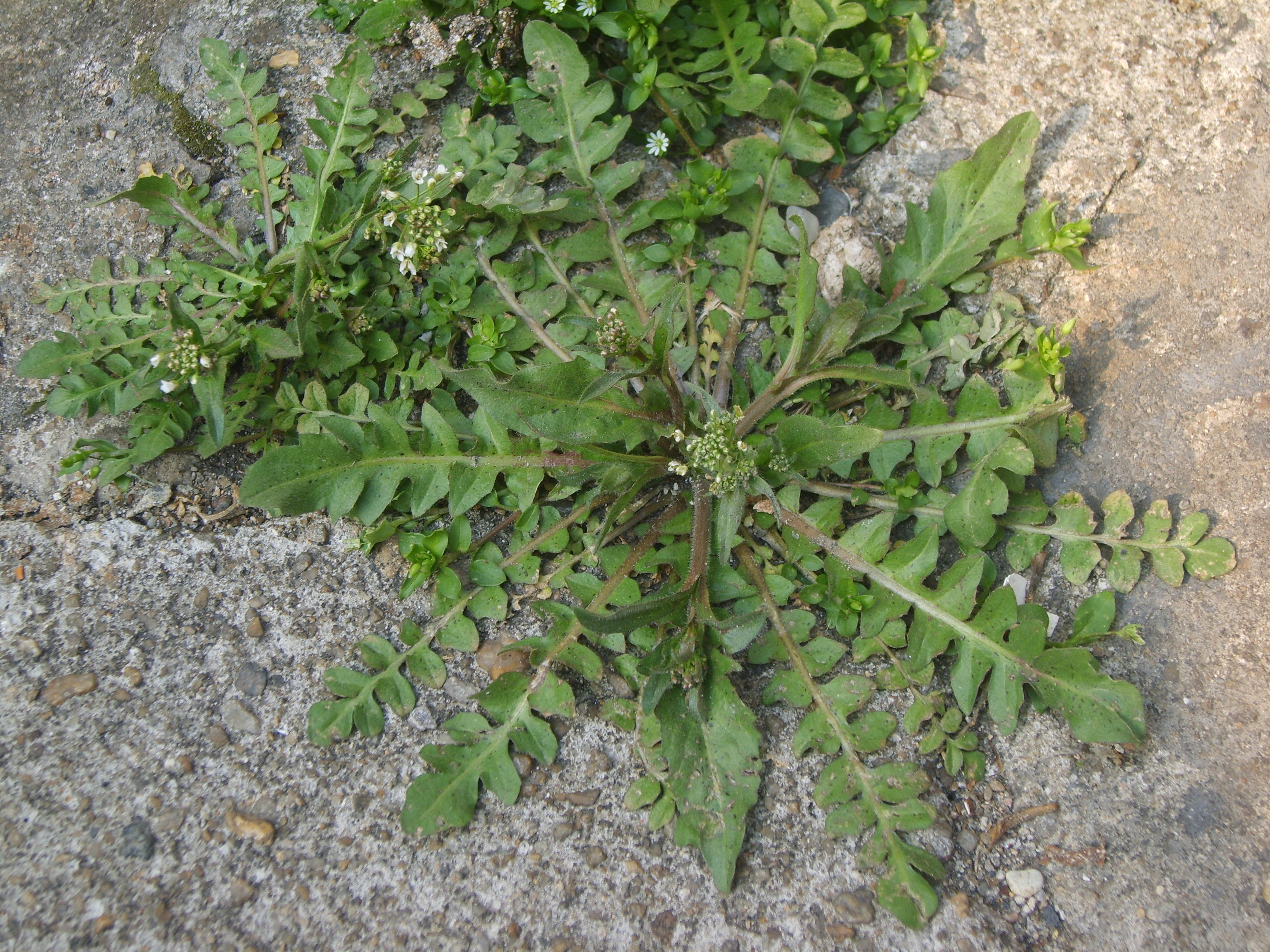
둥글게 뭉쳐나는 근생엽
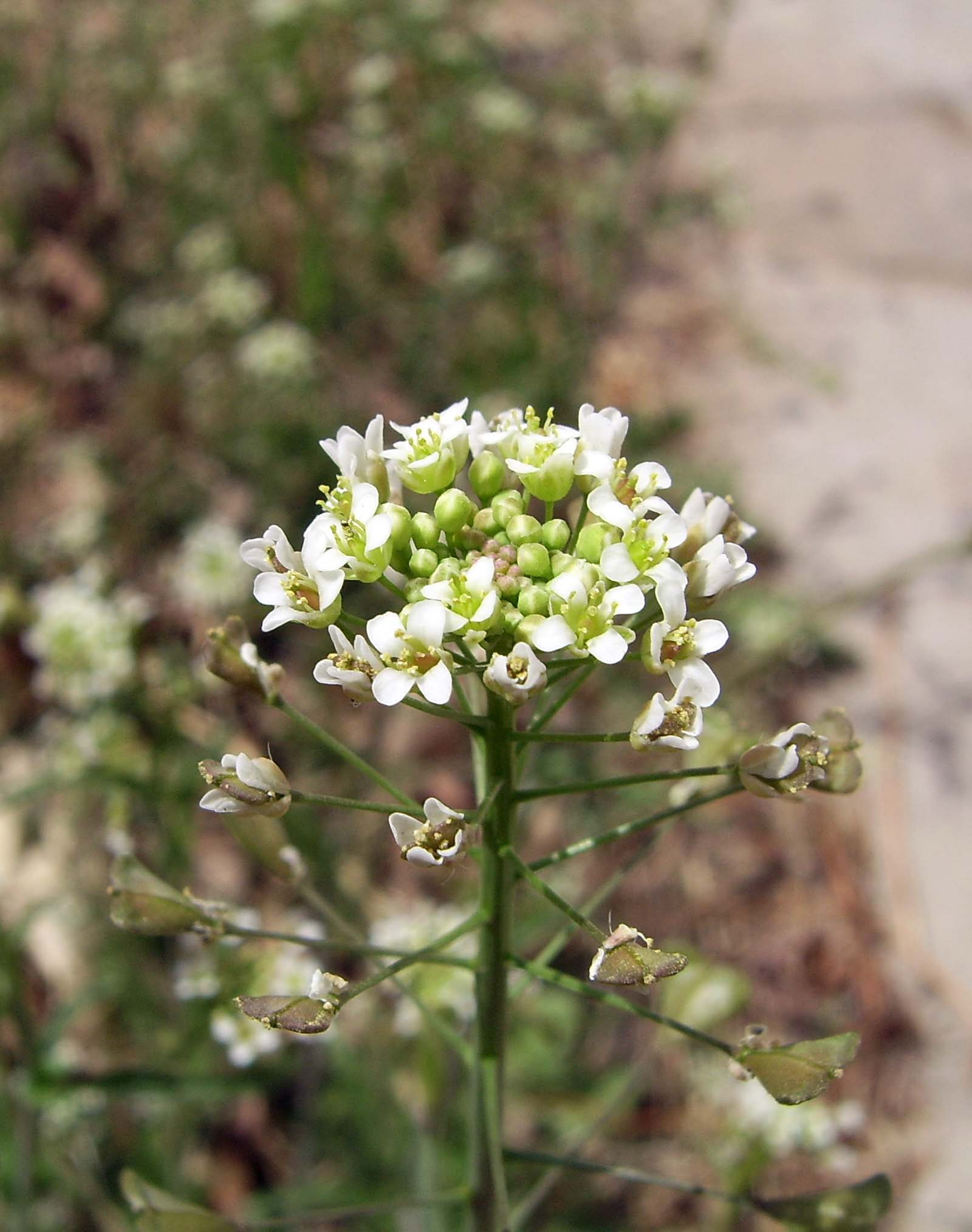
꽃
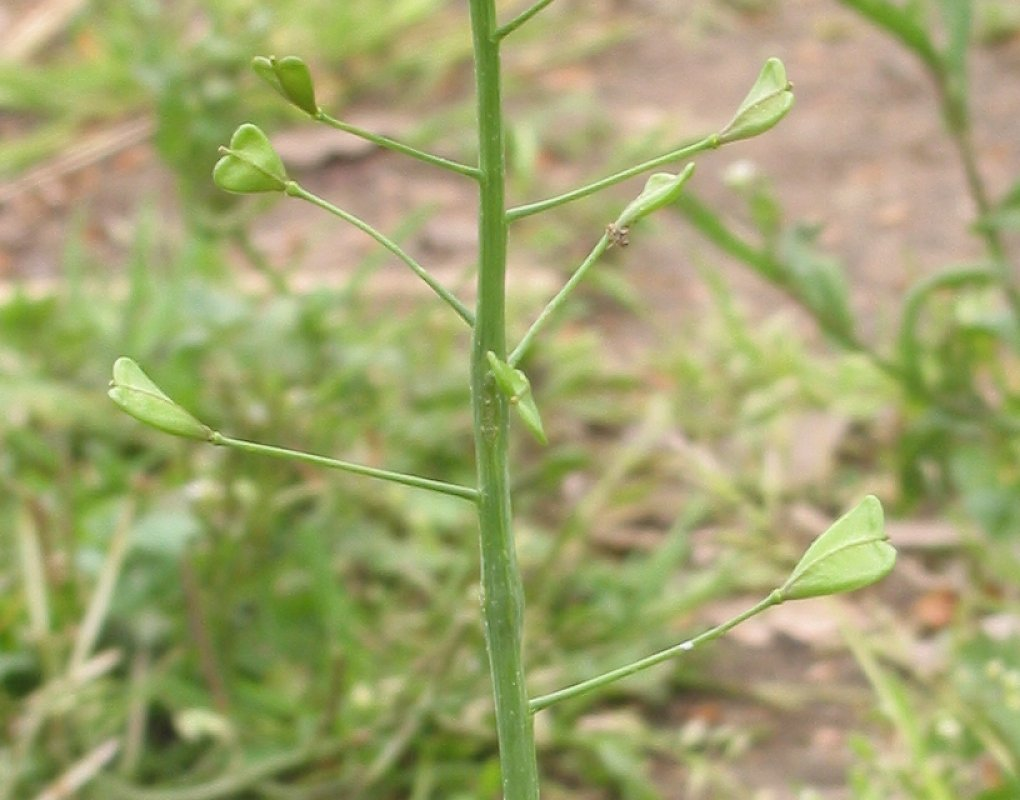
하트모양의 열매
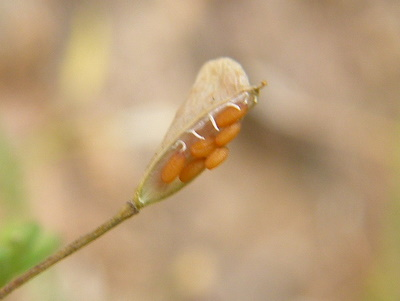
다 익은 씨앗

뿌리에서 나오는 잎이 둥글게 뭉쳐난다. 이렇게 자라는 근생엽을 로제타 형태라고 한다. 잎의 길이는 10 cm 이상이고 두대우상(頭大羽狀, 머리가 큰 깃털 모양)으로 잎가에 둔한 이빨모양의 톱니가 있다. 근생엽은 뭉쳐나고 꽃대로 올라오는 경엽의 잎차례는 어긋난다. 경엽은 피침형(披針形, 바늘처럼 가늘고 긴 모양)으로 위로 올라갈 수록 작아진다. 꽃은 흰색이고 열매는 단단한 깍정이에 둘러싸인 각과(殼果)로 편평한 도삼각형(倒三角形, 거꾸로 뒤집힌 삼각형 모양)이다.
냉이 꽃은 다른 배추과 식물과 같이 네 꽃잎이 십자 모양을 이루며 서로 대칭을 보인다. 꽃차례는 성글게 모여 나는 총상(總狀) 꽃차례이다.

## 생태
동유럽과 소아시아 지역이 원산이지만 전 세계 곳곳에서 자란다. 지나치게 건조하지 않고 햇볕이 충분하면 정원, 목초지, 들판, 습지, 둑 따위를 가리지 않고 어디서나 자라며, 키는 10~50 cm이다. 냉이는 브리튼섬의 대표적인 귀화식물 가운데 하나이고, 북아메리카에는 스페인의 식민주의 침략과 함께 전파되었는데, 캘리포니아주 전역에 널리 퍼져있다. 냉이는 500년이 흐르는 동안 북아메리카 서부에 크게 번성하여 지역 생태계를 교란하였다.
냉이의 씨는 젖으면 끈적이는 합성물을 방출하는데, 수생 곤충이 거기에 달라붙어 끝내 죽고 만다. 그래서 모기가 유충일 때 방제하는 방법에 쓰일 수 있다. 그래서 냉이를 준식충식물이라 할 수 있다. 냉이는 한번에 많은 씨를 흩뿌리는데 씨앗은 여름철엔 휴지기를 갖고 활동하지 않다가 가을에 싹을 낸다. 새로 난 싹은 근생엽 형태로 겨울을 나고 새 봄에 꽃대가 자라난다.

## 쓰임새
씨, 잎, 뿌리를 모두 먹는다. 한국에서는 이른 봄에 냉이 잎을 캐 나물로 먹거나 여러 음식에 쓴다. 한방에서는 지혈제로 썼다. 초식 가축의 사료로도 쓰인다.

### 음식
냉이는 단백질 함량이 매우 높은 채소로 철분과 칼슘도 풍부하다. 냉이의 근생엽엔 콜린, 아세틸콜린, 푸마르산, 이노시톨 등이 들어있고, 열매 껍질엔 디오스민, 포도당 등이 들어있다. 잎에는 비타민A가 풍부한데 조리하여도 손실이 적다. 봄철에 캔 냉이로 된장국을 끓여 먹거나, 데친 다음 양념과 버무려 나물 무침으로 먹는다. 냉잇국은 뿌리를 같이 넣고 끓여야 제맛이 난다.

#### 냉이차
3~4월에 전초를 채취, 씻어 말린 후 10~15g을 물 500cc에 넣고 달여 마신다. 많이 마셔도 부작용이 없다. 혈압을 내려 주고, 눈을 맑게 한다.

### 약재
잎을 달여 지혈제로 쓴다. 《본초강목》에서는 혈액순환을 도와 간을 보하고 눈을 맑게 한다고 한다. 냉이의 뿌리를 짓이겨 낸 즙을 안약 대용으로 사용하기도 하였다. 씨를 제채자(薺菜子)라고 부르며, 약으로 쓴다. 역을 풀고, 풍을 제거하고, 눈을 밝게 하며, 오장을 보하는 효능이 있다. 맛은 달고 평이하다. 간(肝)에 작용한다.

### 사료
냉이는 초식 가축에게 무기질을 공급하는 사료로 쓰인다.